# 1896年2月13日日食
1896年2月13日日食为一次在协调世界时1896年2月13日出現的日環食。該次日食食分為0.9218，食甚維持5分48秒。

## 概述
這次日食的食分是0.9218，環食維持5分48秒。

## 基本參數
- 類型：日環食
- 食甚資料：
  - 日期：1896年2月13日
  - 時間：16時23分13秒
  - 地點：65S 3E
  - 食分：0.9218
  - 日環食持續時間：5分48秒

## 外部連結
- NASA日食專頁（页面存档备份，存于）（英文）